# 四村駅
四村駅（よむらえき）は、静岡県引佐郡引佐町黒渕（開業時は旧・引佐郡奥山村黒渕、現・浜松市浜名区引佐町黒渕）にあった遠州鉄道奥山線の駅（廃駅）である。奥山線の部分廃線に伴い1963年（昭和38年）5月1日に廃駅となった。

## 歴史
- 1923年（大正12年）4月15日：浜松鉄道気賀駅（後の気賀口駅） - 奥山駅間延伸開通（奥山線全通）に伴い開業[1][2][3]。
- 1947年（昭和22年）5月1日：浜松鉄道が遠州鉄道と合併。それに伴い遠州鉄道奥山線の駅となる[1][3]。
- 1963年（昭和38年）5月1日：奥山線の部分廃線に伴い廃止となる[1][2][3]。

## 駅構造
廃止時点で、単式ホーム1面1線を有する地上駅であった。ホームは線路の北側（奥山方面に向かって右手側）に存在した。そのほか1959年（昭和34年）12月時点では構内の南側に側線を1線有していた。転轍機の形状は奥山方は片開き分岐であった。
無人駅となっていたが、有人駅時代の駅舎が残っていた。駅舎は構内の北側に位置しホーム中央部分に接していた。

## 駅周辺
- 静岡県道303号新城引佐線
- 彦名神社
- 神宮寺川

## 駅跡
2001年（平成13年）時点では、奥山線の駅跡で唯一、駅舎が残存していた。2007年（平成19年）8月時点でも同様で、民家に転用されていたが、2010年（平成22年）の何年か前に取り壊された。2010年（平成22年）時点では空地になっている。
また、1997年（平成9年）時点では、正楽寺駅跡附近から小斎藤駅跡手前附近までの線路跡が道路に転用されており、2007年（平成19年）8月時点でも同様で線路跡の雰囲気が残り、2010年（平成22年）時点でも同様であった。

## 隣の駅
遠州鉄道
奥山線
井伊谷駅 - 四村駅 - 中村駅
かつて当駅と中村駅との間に田畑駅が存在した（1923年（大正12年）4月15日開業、戦時中休止、1946年（昭和21年） - 1952年（昭和27年）の間に廃止（あるいは戦時中に廃止）。